# ルイストン (メイン州)
ルイストン（英: Lewiston）は、アメリカ合衆国メイン州のアンドロスコッギン郡にある都市。人口は3万7121人（2020年）で、州内第2の都市である。ルイストン・オーバーン都市圏の2つの主要都市の一つである。広域ではポートランド都市圏に含まれる。
ルイストンはメイン州の南中部に位置する元は工業の中心地であり、アンドロスコッギン川を挟んで対岸にはオーバーンがあり、また川の滝線がある。ルイストンとオーバーンは一体のものと考えられることが多く、ルイストン＝オーバーンと呼ばれ、口語的にはL-AあるいはL/Aと短縮され、両市を合わせた人口は約6万人になる。ルイストンには全米有数のリベラルアーツであるベイツ・カレッジ、聖ピーターと聖ポールのバシリカ、南メイン大学のルイストン＝オーバーン・カレッジ、および2つの重要な地域総合病院であるセントラル・メイン医療センターとセントメアリーズ地域医療センターがある。

## 歴史

### 初期
ルイストン地域には元々アンドロスコッギン族、またの名をアロサガンタコック族と呼ばれるインディアンが住んでいた。アンドロスコッギン族はアベナキ・ネーションの一部族だった。1690年のフィリップ王戦争の時にこの地域から追い出された後、カナダのセントフランシスに移動したが、1759年にロジャース・レンジャーズによって破壊され、現在はオダナクとなっている。
ルイストン地域を含む土地特許は1768年1月28日に、ペジェプスコット領主のメンバーであるモーゼス・リトルとジョナサン・バグリーに、1774年6月1日までに50家族を住まわせるという条件で与えられた。バグリーとリトルが現在の町の名前であるルイストンと名付けた。1770年秋、ポール・ヒルドレスがルイストンに入植した最初の者となった。1795年には公式に町として編入された。この時期から残っている家は少なくとも4軒あり、現在は国定歴史史跡に登録されている。

### 工業発展の時代
ルイストンの歴史の初期は緩りとだが着実に成長した時代だった。しかし1800年代初期から半ばにはアンドロスコッギン川の水力に助けられて工業が勃興するには最適の立地であることが分かった。
1809年、マイケル・リトルが滝の側に大規模な製材所を建設した。これは1814年に放火によって消失したが、後に建て直された。1836年、地元の企業家達、特にリトル家やその友人達が、下記の趣意書でアンドロスコッギン滝ダム・閘門・運河会社を設立した。

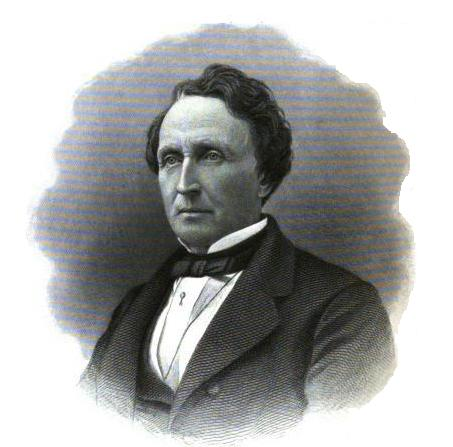
ベンジャミン・E・ベイツ、1877年から1778年のザ・ベイツ・スチューデントに掲載された写真

この会社は後にルイストン水力会社として再編され、新株の発行でボストンの投資家達を惹き付けた。その中にはトマス・J・ヒル、ライマン・ニコルズ、ジョージ・L・ウォード、アレクサンダー・デウィットおよびベンジャミン・E・ベイツ（ベイツミルやベイツ・カレッジの名前のもと）がいた。彼等はアンドロスコッギン川沿いに運河や幾つかの繊維工場を建設する資金を出した。このことがルイストンの町を小さな農業町からマサチューセッツ州ローウェルをモデルにする繊維の都市へ変革する契機になった。ベイツミルは1850年代から21世紀に到るまでルイストンで最大の雇用主であり続けた。
ルイストンの人口は19世紀に急増した。1849年には鉄道が敷かれた。それと共に運河や工場を建設するために少なからぬアイルランド人労働者が市内に入ってきた。南北戦争のときに繊維に対する需要が高まり、ルイストンは強力な工業基地になった。1870年代からは鉄道がカナダまで延びて、さらに多くのフランス系カナダ人が流入し、それまでの「ヤンキー少女繊維労働者」に取って代わった。それ以来市内人口に占めるフランス系アメリカ人の比率が高くなった。フランス系アメリカ人は中心街に入り、そこは「リトル・カナダ」と呼ばれるようになった。1840年から1890年、ルイストンの人口は1,801人から21,701人にまでなった。この途中の1863年、ルイストンは市政を布いた。
土地のコーラ・シュラインが1891年に組織化され、リスボン通りのマソニック寺院でフリーメイソンの最初の集会が開かれた。この集団は1980年から1910年にサバタス通りに州内最大の友愛会組織本部であるコーラ聖堂を建設した。建築家ジョージ・M・コームズがこのムーア様式建築を設計した。
市の指導者達はポートランドのローマ・カトリック教区が移って来られるように大聖堂の建設を決めた。聖ピーターと聖ポールの教会建築は1905年に始まり、1938年に終わったが、その費用はルイストン住人の数多い少額の献金によるものだった。メイン州では最大のローマ・カトリック教会であり、ルイストンで最も著名な目印になっている。ポートランド教区はルイストンに移らなかったが、この教会は2004年にバシリカになった。主要大都市圏以外では数少ないバシリカの一つになっている。

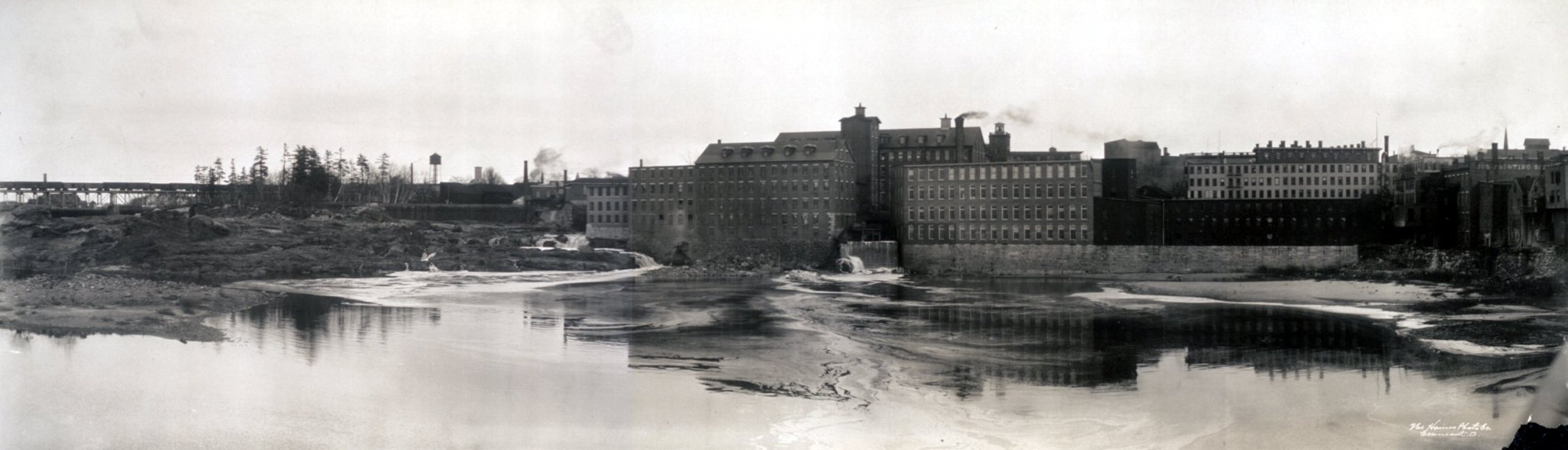
ルイストンの工場群、1910年頃

### 工業の衰退期
第一次世界大戦後、ルイストン、ニューハンプシャー州のマンチェスター、コネチカット州のウォーターバリー、マサチューセッツ州のフォールリバー、ヘイブリル、ローレンスおよびローウェルのようなニューイングランドの工業都市における繊維産業の利益が上がらなくなった。事業は近代的技術を活かした低コストの動力を求めて南部に移転し始めた。ルイストンの水車技術は水力発電、安い輸送費（綿花の大半は南部から輸送されていた）および南部の安い労働力に敗れてその座を譲っていた。
1950年代後半からは、ルイストンの繊維工場の多くが閉鎖し始めた。このことでルイストンの中心街が次第に荒廃し放棄されていった。中心街にあったウールワース、W・T・グラント、S・S・クレスギー、J.C.ペニーおよびシアーズローバックのようなチェーン店が閉店するか、ルイストンあるいはオーバーン郊外のショッピングモールに移転した。ルイストン市の象徴的存在であり1世紀以上も営業を続けていた4階建ての百貨店B・ペック＆Co.が1982年に閉店した。企業と仕事が市内から無くなると市民もそれに続いた。人口は増加を止め、1970年以降は緩りと、1990年代は急速に減少し始めた。

### 経済多様化と復興
高い失業率と中心街の沈滞を生んだ1980年代の経済不況に続いて、幾つかの重要な出来事が経済と文化の復興の時期に繋がった。これには歴史あるベイツ・ミル・コンプレックスの用途転換もあった。ベイツ・ミルが滞納税が払えなくなった後の1992年に、市がこれを引き継いだので、面積1,100,000平方フィート (102,000 m2) の巨大敷地を維持していく市の必要性について長年続いた納税者の怒りは、2回の住民投票を行うことになった（1つは非結合でもう1つは結合）。住民はこの資産を維持して私企業の開発者に売却することで再開発を求める必要性をしっかりと支持した。2001年、市は工場建物の3棟を地元の開発者に売却した。プラッツ・アソシエーツは続いて2003年に、ミル5と小さな支援建物1棟を除いて、ベイツ・ミル・コンプレックスを売却した。その後の4年間でプラッツが工場建物を再開発した後、多くの企業が繁栄してきた。
2004年5月、ルイストン市は中心街地域の都市再開発計画を公表した。この計画は連邦政府の10年以上にわたって供給される地域社会開発包括的補助金を使って、19世紀の工場労働者住宅街数ブロックを解体し、最新のインフラを伴う新しい通りを配置し、持ち家で低密度の住宅を建設し、一つの地区を貫く大通りを建設するものである。影響のある地区の多くの住人は、この計画の詳細が当初ほとんど知らされないままに公表されたと感じた。彼等は「ビジブル・コミュニティ」と呼ぶ地区集団を結成して、計画の遂行に積極的に関わっており、新しいバスケットボールコートの位置に関する情報や、メイン州最大の全コンクリート造りスケート公園の創設に関する評価などケネディ公園の再設計について地区と市当局の間の協力が生まれてきた。
現在の中心街にはオックスフォード・ネットワークスの新しい本社があり、地元で光ファイバーの2,000万ドルをかけた更新、新しい自動車部品店、アンドーバー・カレッジのキャンパス、ノースイースト銀行の本店、駐車場、および国定歴史史跡に指定され新たに改修されたメイン・サプライ会社ビルがある。この施設は現在キーバンク・プラザの事業サービスセンターと呼ばれ、地元商工会議所、ルイストン・オーバーン経済成長委員会が入り、多くのサービス会社が革新的に配置されている。
この地域の再生は地元、地域、および全国的認知を得てきた。2002年、さらには2006年、メイン州経済および地域社会開発局の事業投資および拡張リストに拠れば、ルイストン・オーバーン地域が州内経済開発活動をリードしてきた。事業を誘致し維持する費用に関して2006年にKPMGインタナショナルが行った調査では、ルイストンがニューイングランドの地域社会では第1位、アメリカ合衆国全49地域社会の中では24位にランクされた。
ルイストンはナショナル・シビック・リーグから2007年全米都市賞を受賞した。この全国的な賞では、「都市住民が共に働いて地域社会に拡がる挑戦を同定して取り組み、測定可能で通常とは異なる成果を得た地域社会を認める」ものである。毎年10都市のみがこの賞を得ている。1967年にオーバーン市がこの賞を得て以来、メイン州では久しぶりの受賞となった。

### ソマリとバンツーの移民
1999年、国連難民高等弁務官事務所の要請で、アメリカ合衆国政府はソマリアのバンツー少数民族から推計12,000人の難民を再定住させアメリカ合衆国国内の都市を選ばせる準備を始めた。アメリカ合衆国に早期に到着した者の大半はジョージア州のアトランタに近いクラークストンに入ったが、アトランタ市は犯罪率が高いという問題に直面したと主張した。
ルイストンというメイン州の小さな町が犯罪率は低く、良い学校や安価な住宅があるという情報が間もなく拡がりケニアの難民キャンプにまで届いた。その後ソマリ人がこの元工場町にポツポツ現れる様になり、間もなく数ヶ月の間に数百人のバンツー族が大挙して到着した。
2006年、ニューヨーカー・マガジンのウィリアム・フィネガンのリポートでは、ソマリ移民がルイストンに到着してから5年経った時点でも、その成人の50％以上が雇用されていないと見積もられている。2008年のメイン州労働局の報告でも未雇用率51％を確認した。
2002年10月、当時の市長ローリエ・T・レイモンドはソマリ地域社会の指導者達に宛てた公開状を書き、市の公益事業に負の影響を予測し、これ以上ルイストンに移住することを奨励しないと伝えた。この書簡で人々を怒らせ、地域社会の指導者達や住人が市長に抗議したので、全国的な注目を浴びた。バンツーの移民が居ることを支援する人々と、これに反対する人々双方によってルイストンの町でデモが行われた。
ルイストン住人の電話や郵便で寄せられた声では、20対1で市長の書簡を支持していた。
2003年1月、市長が意図したことを支持する白人至上主義者集団がルイストンでデモし、ベイツ・カレッジや「メニー・アンド・ワン・コアリッション」の組織で約4,000人のその反対デモが続いた。白人至上主義者集団の呼びかけには32人が応じただけだった。この呼びかけの日に市長は州外に出ており、州知事や他の高官が出席した。
2006年、ルイストンにあるモスクで信者達が礼拝しているときに、冷凍し切断されたブタの頭が投げ込まれた。イスラム教ではブタが不浄のものとされ、豚肉を食べることを禁じているので、町のイスラム教徒社会に対する攻撃と考えられた。このときの容疑者はその行動を認め、冗談だったと主張した。この男は後に自殺した。

### 2020年代
2023年10月25日夜、銃を所持した男性が複数の場所で発砲する事件が発生。22人以上が死亡した（ルイストン銃乱射事件 (2023年)）。

## 今日のルイストン

### 大企業
- セントラル・メイン医療センター：1860年代半ばにエドワード・H・ヒルによって設立された。中心街のハイ通りに位置する。敷地内には幾つかの大規模駐車設備があり、ライフフライト・オブ・メインのヘリポートもある。近年、セントラル・メイン心臓血管研究所とパトリック・デンプシー癌治療センターを設立してきた。病院には250床があり、約300人の医者がいる。レベルIIトラウマセンターである。この病院はセントラル・メイン医療ファミリーの旗艦病院である。他にもブリッジトンとラムフォードの2箇所で病院を経営している。他にもメイン州の中部と西部で看護師医療従事者カレッジ、傘下にある多くの長期医療施設、医院などを経営している。この病院チェーンの現会長はピーター・E・チョークである。セントラル・メイン医療ファミリーは病院からベイツ通り沿いに1ブロック離れ、繊維工場を改装したラベル・スクェア・ビルにある。現在救急医療入口に大きな改修を施している。
- カントリー・キッチン・ベーカリー：中心街のリスボン通りとパーク通りの間にある。現在は全米を市場にしている。数百フィート離れたキャナル通りとリンカーン通りの間の倉庫を運営している。
- ウォルマート配送センター：現在は485,000平方フィート (45,000 m2) の倉庫施設を運営している。州内では最大の施設である。州間高速道路95号線のアルフレッド・M・プロード・パークウェイに通じる80番出口から1マイル (1.6 km) に位置する。この施設はニューイングランドにある全てのウォルマートのための施設である。
- サン・ジャーナル：ルイストンのパーク通りに本社を置く日刊紙新聞社である。メイン州中部と西部に幾つかの事務所を構えている。アンドロスコッギン郡ではルイストン・オーバーン地域のニュースを報道する市内版を印刷している。オックスフォード郡、フランクリン郡および州内のそれぞれの版も印刷している。メイン州では最大の新聞である。2008年、ニューイングランド日刊紙年度賞を受賞した。
- ダイアモンド・フェニックス：その本社がアルフレッド・M・プロード・パークウェイ90番にある大規模エンジニアリング会社。システム・ロジスティックスとも呼ばれ、倉庫や貯蔵システムの技術に特化した会社である。

### リスボン通り
- 中心街リスボン通り：リスボン通りはルイストンの商業と役所の中心である。中心街にある部分には多くの法律事務所、市立図書館、地区裁判所、FUELとマザーの2つの高級レストラン、幾つかの質屋、スーザン・コリン上院議員事務所、マイク・ミショード下院議員事務所、大きなソマリア人社会を宛にした大きな商店街、およびさらに多くの商店がある。中心街のリスボン通りは1980年代と1990年代に厳しい経済危機に直面した。このために一時期高級品を扱う店舗が空き屋になっていた。近年経済状況が回復し店舗は改装されるか解体されて駐車用のスペースにされている。
- アッパーリスボン通り：中心街を過ぎたリスボン通りにはルイストン・プロムナードモールやルイストン・モールなど幾つかのショッピングセンターがある。また多くのチェーン系レストラン、幾つかのカーディラー店およびその他の私企業がある。アッパーリスボン通りも1980年代と1990年代に厳しい経済危機に直面した。その後はリスボン通りと似たような状況にある。

### メイン通り
ルイストンのメイン通りはアメリカ国道202号線、メイン州道11号線と100号線になっている。
- 中心街メイン通り：オーバーン市とを繋ぐジェイムズ・B・ロングリー州知事記念橋から始まっている。ルイストン市内に入ると、退役兵記念公園がある。この公園はルイストンとオーバーン出身の退役兵を記念する川に直接面した大きな公園である。通りを数百フィート進むとイタリア・グルメのレストラン、エスポのトレイトリアがある。さらに進むとキャナル通りに位置する繊維工場に動力を供給した小さな水力プラントがある。運河を渡ったあとが中心街に含まれる。ここにはペック・ビルに入るL・L・ビーン・コールセンター、T・D・バンクノース支店、ポートランド教区が所有するセントジョセフ教会、セントラル・メイン医療センターなど多くの企業がある。
- アッパー・メイン通り：中心街を過ぎたメイン通りには、マーデンス・オフプライスなど幾つかの企業とチェーン店やレストランがあるが、大半は住宅地区である。通り沿いには19世紀ビクトリア様式の大きな邸宅が並び、現在も住居あるいは医院として使われている。

## 交通

### 公共輸送機関
市バス：オーバーン市と協同でシティリンクすなわちパープル・バスシステムを使っている。月曜日から土曜日まで、午前6時から午後5時半まで、9つの路線を運行している。料金は1人1.25ドル、6人で6.25ドル、1ヶ月定期は30ドルであり、高校生は1人1.25ドル、1ヶ月定期は15ドルである。また高齢者と障害者は1人0.6ドル、11人で6ドル、1ヶ月定期は15ドルである。
中心街のシャトルバスは唯一無料の路線である。ルイストンとオーバーン両市の中心街を走っている。シティリンクの駅はオーバーンにある。リスボンまで行く唯一の線を運行している。シティリンクの利用客は年間約235,000人である。

### 私営交通機関
タクシーの運行会社が4社あり、中でもシティキャブ会社が地域最大である。その他にウェスタン・メイン交通システムがメイン州西部全てで運行している。

### 道路と主要ルート
- 州間高速道路95号線：元は495号線。80番出口が市内にあり、産業公園のアルフレッド・M・プロード・パークウェイに繋がる。ポートランドまで接続され所要45分、北東のバンゴーや南西のボストンには2時間で行くことができる。
- アメリカ国道202号線：ルイストン市内ではメイン通りとなっており、中心街の真ん中を真っ直ぐ抜けている。ルイストンからオーバーンとグリーンを繋いでいる。オーガスタやケネベック・バレーにも迅速に行くことができる。

### 橋梁
- ベトナム戦争退役兵記念橋：1973年建設。ルイストンとオーバーンを繋ぐ。ラッセル通りとメイン通りからオーバーンのマウントオーバーン・アベニューおよびセンター通りのショッピングセンターやモール地域まで迅速に行くことができる。
- ジェイムズ・B・ロングリー州知事記念橋：メイン通りとオーバーン中心街のコート通りを結ぶ。元ルイストン市長で、メイン州知事も務めたジェイムズ・B・ロングリーに因む命名。
- バーナード・ローン平和橋：リトルカナダとニューオーバーンを繋ぐ。ルイストンではシーダー通り、オーバーンではメイン通りとして始まる。ルイストンの元住人でノーベル平和賞を受賞した核戦争防止国際医師会議創設に貢献したバーナード・ローンに因む命名。

### 空港とバス停
- オーバーン/ルイストン市民空港：ツインシティの公式空港。市内に出入りする私的目的に使われている。小さな地域航空会社のみが商業便を運行している。2012年までにニューアークのような都市へ運行する航空会社を誘致する計画がある。州内から出入りする商業便の場合はポートランド国際ジェットポートを利用している。
- オーク通りバス停：グレイハウンドとバーモント・トランジットがバス便を運行している。バンガーやボストンまで運行され、さらにその先までも旅行できる。

## 文化

### 図書館
- ルイストン公立図書館はルイストンに文化を生む過程で重要な役割を果たした。1996年に改修、拡張された。中心街のリスボン通りとパイン通りの角にあり、蔵書数は10万冊を超えている。最近マースデン・ハートリー文化センターを開館し、演奏会や映画祭など様々な行事を開催している。

### 博物館
- 博物館 L-A ：元は繊維工場の建物を使った博物館である。見学者は生産ラインを歩くことができ、繊維に関わる展示品があり、地域で栄えた煉瓦産業の展示もある。現在はベイツ・ミル・コンプレックスのベイツ・ミル4号館にある。2009年6月、カムデン・ミルを取得し、そこを改装した後は移転する計画である。
- ベイツ美術カレッジ：ベイツ・カレッジのキャンパスにあり、幅広い美術を扱っている。学生達は市内の美術作品の多くを制作している。
- アトリウム・ギャラリー：南メイン大学ルイストン・キャンパスにある。幅広い美術を扱っている。

### フランス系アメリカ人伝統センター
2000年にオープンしたフランス系アメリカ人伝統センターは元のセントメアリーズ・パリッシュにある。ここではピアノとケルトのシリーズのようなフランス系アメリカ人に関わる芸能と文化的展示のための行事を行っている。多様なプログラムには地元や国際的な人物が登場している。またフランス系アメリカ人の歴史的工作物や文書を展示する博物館として、また小さな図書館としても機能している。

### 公共劇場
ルイストンには公共劇場もあり、年間を通してシーズン当たり6件から8件の劇を上演している。中心街のメイプル通りにあるが、元はパーク通りにあった。あらゆる種類の劇を上演しており、世界中からの俳優が出演している。事務所はオーバーンのグレートフォールズ・プラザにある。

## 行事

### グレートフォールズ気球祭
グレートフォールズ気球祭は毎年8月の週末に行われる行事である。気球の上昇、ゲームおよび遊園地式の乗り物が出る。気球の昇降場所はルイストンとオーバーンのアンドロスコッギン川に面した幾つかの公園である。アメリカやカナダ中から観光客が訪れる。市内再出しの年間行事と言われている。

### フェスティバル・フランコファン
元はフェスティバル・ド・ジョアと呼ばれていたフェスティバル・フランコファンは毎年アンドロスコッギン川岸コリシーで開催され、フランス系アメリカ人の遺産を祝うものである。この祭ではフランス系カナダ人音楽家の公演があり、フランス系カナダ料理が出される。

### 自由祭
毎年7月4日に開催される自由祭では、ツインシティの間にあるアンドロスコッギン川のグレートフォールズ上に花火が打ち上げられる。打ち上げ場所はオーバーンのウェストピッチ公園である。見物場所としてルイストンでは退役兵公園、鉄道公園、マーデンス駐車場、オーバーンではロカスト通りのカントリーキッチン駐車場およびグレートフォールズ・プラザが挙げられる。

### パトリック・デンプシー・チャレンジ
パトリック・デンプシー・チャレンジは毎年開催されているが、その始まった都市には癌研究のために100万ドルの寄付が集められた。この行事にはツール・ド・フランスに参加した者を含め世界中の競技者を集めている。利益は全てセントラル・メイン医療センターのパトリック・デンプシー癌治療センターに収められる。

## メディア

### 新聞
- 「ルイストン・サン・ジャーナル」：ルイストン・デイリーサンとして発刊し、19世紀にはルイストン・イブニング・ジャーナルという名だった。中心街のパイン通りとパーク通りの角に社屋があり、市役所、ケネディ公園、公共図書館および郵便局がある。平日版は州内に5つの異なる版を制作しており、日曜版も5版ある。2008年ニューイングランド日刊紙年度賞を受賞した。

- 「ツインシティ・タイムズ」：オーバーンで印刷されている。ルイストンのほぼあらゆる機関で無料で見ることができる。ツインシティ住人からの地元のニュースや短い記事を掲載している。

### テレビ
ポートランドを所在地とし、ルイストンのメイン通りに支局を置くCBS系列とNBC系列のテレビ局各1局がある。

### ラジオ
FMラジオ局 WFNK はルイストンで免許を取得したが、ポートランドから放送を流している。ベイツ・カレッジのラジオ局 WRBC は大変人気があり、市民参加型のラジオ局である。

## スポーツとリクレーション

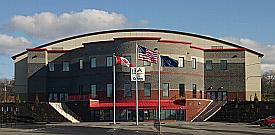
アンドロスコッギン川岸コリシー

### アンドロスコッギン川岸コリシー
ルイストンのスポーツの中心はアンドロスコッギン川岸コリシー（元セントラル・メイン市民センターと呼ばれた）である。ケベック・メジャージュニア・ホッケーリーグで唯一アメリカのチームであるルイストン・メイニアックスが試合を行っている。ここでは毎年州内A級とB級の高校ホッケー選手権大会が開催されている。ルイストン市はフランス系カナダ人の伝統によって、アイスホッケーの試合に強い情熱を示す都市として知られている。ルイストン高校とセントドミニク地域高校は州内の歴史でもA級高校ホッケー選手権大会の半分以上に出場してきた。
1965年、モハメド・アリとソニー・リストンのヘビー級ボクシング・タイトルマッチがルイストンで行われた。当日の観客数は2,434人に過ぎず、ヘビー級タイトル試合の観客数としては最小記録になっている。

### ルイストン・メイニアックス
ルイストン・メイニアックスはルイストンのバーチ通りにあるコリシーを本拠にするプロのホッケーチームである。ケベック・メジャージュニア・ホッケーリーグのTELUS中部地区に属している。リーグに属する18チームの中で唯一アメリカにある、すなわちカナダ以外のチームである。本拠地は2003年にケベック州のシャーブルックからルイストンに移された。2006年から2007年のシーズンでは東部で1位になり2007年プレジデントカップを獲得した。2007年メモリアルカップにも参加した。現在のオーナーはマーク・ジャストとジョエル・ブーシャードである。これまでNHLのドラフトにも選手を送り出してきた。

## 教育
ルイストンの公共教育は最近ファーウェル小学校とペッティングヒル学校に新しい建物を建設してきた。現在は600人収容のガイガー小学校を建て直している。トマス・J・マクマホン学校を建て直す計画が立てられている。
市内には、アメリカ合衆国でも最も権威有る小型カレッジの一つであるベイツ・カレッジがある。

### カレッジと大学
- アンドーバー・カレッジ
- ベイツ・カレッジ
- 南メイン大学 - ルイストン/オーバーン・キャンパス
- 中央メイン・コミュニティカレッジ - オーバーン

### 公立校
- ルイストン高校 （9年生-12年生）生徒数1,446
- ルイストン地域工業センター （9年生-12年生）
- ルイストン中学校 （7年生-8年生） 生徒数723
- ファーウェル小学校 （幼稚園生-6年生） 生徒数420
- レイモンド・A・ガイガー小学校 （幼稚園生-6年生）
- ジェイムズ・B・ロングリー州知事小学校 （幼稚園生-6年生） 生徒数254
- マーテル学校 （幼稚園生-6年生） 生徒数291
- モンテロ学校 （幼稚園生-6年生） 生徒数839
- トマス・J・マクマホン小学校 （幼稚園生-6年生） 生徒数476

### 私立校
- トリニティ・カトリック学校 （幼稚園生-8年生）（最近ルイストンのホリークロス学校とセントジョセフ学校およびオーバーンのセイクリッドハート学校が合併した）
- ザ・ディスカバリー学校 （幼稚園入園前の幼児-12年生）
- セントドミニク地域高校
- ビニヤード・クリスチャン学校 （幼稚園入園前の幼児-12年生）

## 地理
ルイストンは北緯44度5分51秒 西経70度11分33秒 / 北緯44.09750度 西経70.19250度に位置する。アメリカ合衆国国勢調査局による報告では、ルイストンの市域全面積は35.2平方マイル (91.1 km2)、このうち陸地が34.1平方マイル (88.3 km2) であり、水域は1.1平方マイル (2.8 km2)、水域率は3.13%である。市の西側境界を流れるアンドロスコッギン川に水を注いでいる。川向こうはオーバーン市であり、グリーン、サバタスおよびリスボンの町と境を接している。州内最大の都市で文化の中心でもあるあるポートランドと州都オーガスタの間に位置している。

### 気候
| ルイストンの気候       | ルイストンの気候 | ルイストンの気候 | ルイストンの気候 | ルイストンの気候 | ルイストンの気候 | ルイストンの気候 | ルイストンの気候 | ルイストンの気候 | ルイストンの気候 | ルイストンの気候 | ルイストンの気候 | ルイストンの気候 | ルイストンの気候 |
| 月                     | 1月              | 2月              | 3月              | 4月              | 5月              | 6月              | 7月              | 8月              | 9月              | 10月             | 11月             | 12月             | 年               |
| ---------------------- | ---------------- | ---------------- | ---------------- | ---------------- | ---------------- | ---------------- | ---------------- | ---------------- | ---------------- | ---------------- | ---------------- | ---------------- | ---------------- |
| 平均最高気温 °C （°F） | −2 (29)          | 0 (32)           | 5 (41)           | 12 (53)          | 19 (66)          | 24 (75)          | 27 (81)          | 26 (79)          | 21 (70)          | 15 (59)          | 8 (46)           | 1 (33)           | 13 (55)          |
| 平均最低気温 °C （°F） | −12 (11)         | −11 (13)         | −4 (24)          | 1 (34)           | 7 (45)           | 13 (55)          | 16 (61)          | 16 (60)          | 11 (51)          | 5 (41)           | −1 (31)          | −8 (18)          | 3 (37)           |
| 降水量 mm （inch）     | 89 (3.5)         | 86 (3.4)         | 102 (4.0)        | 104 (4.1)        | 94 (3.7)         | 94 (3.7)         | 86 (3.4)         | 81 (3.2)         | 76 (3.0)         | 99 (3.9)         | 127 (5.0)        | 114 (4.5)        | 1,151 (45.3)     |
| 出典： Feb. 20, 2010   |                  |                  |                  |                  |                  |                  |                  |                  |                  |                  |                  |                  |                  |

## 人口動態
以下は2006年の国勢調査推計による人口統計データである。
| 基礎データ - 人口: 35,690人 - 世帯数: 15,290世帯 - 家族数: 8,654家族 - 人口密度: 404.2人/km2（1,047.0人/mi2） - 住居数: 16,470軒 - 住居密度: 186.5軒/km2（483.2軒/mi2） 人種別人口構成 - 白人: 95.75% - アフリカン・アメリカン: 1.07% - ネイティブ・アメリカン: 0.28% - アジア人:0.84% - 太平洋諸島系: 0.03% - その他の人種: 0.36% - 混血: 1.66% - ヒスパニック・ラテン系: 1.26% フランス系アメリカ人が最も多い民族であり、29.4％はフランス系の子孫、18.3％はフランス人である。これに続いてアイルランド系10.2％、イングランド系9.9％となっている。上記統計値は2000年のものなので、ソマリからの移民を含んでいない。 年齢別人口構成 - 18歳未満: 19.8% - 18-24歳: 21.3% - 25-44歳: 33.2% - 45-64歳: 18.5% - 65歳以上: 7.2% - 年齢の中央値: 29歳 - 性比（女性100人あたり男性の人口） - 総人口: 106.9 - 18歳以上: 107.1 | 世帯と家族（対世帯数） - 18歳未満の子供がいる: 25.4% - 結婚・同居している夫婦: 40.9% - 未婚・離婚・死別女性が世帯主: 11.8% - 非家族世帯: 43.4% - 単身世帯: 35.9% - 65歳以上の老人1人暮らし: 13.7% - 平均構成人数 - 世帯: 2.17人 - 家族: 2.81人 収入と家計 - 収入の中央値 - 世帯: 29,191米ドル - 家族: 40,061米ドル - 性別 - 男性: 30,095米ドル - 女性: 21,810米ドル - 人口1人あたり収入: 17,905米ドル - 貧困線以下 - 対人口: 15.5% - 対家族数: 10.0% - 18歳未満: 13.8% - 65歳以上: 12.5% |

言語による分類

出典：Modern Language Association Data Center
| 言語         | 人口（人） | 構成比 (%) |
| ------------ | ---------- | ---------- |
| 英語         | 24,250     | 72.51%     |
| フランス語   | 8,620      | 25.77%     |
| スペイン語   | 280        | 0.83%      |
| その他の言語 | 293        | 0.88%      |

 有権者登録 
| 共和党       | 4,146  | 17.7% |
| 民主党       | 10,678 | 45.6% |
| 支持政党なし | 7,680  | 32.8% |
| 緑の党       | 869    | 3.8%  |
| 諸派         | 27     | 0.1%  |
| 総計         | 23,400 | 100%  |

## 著名な住人

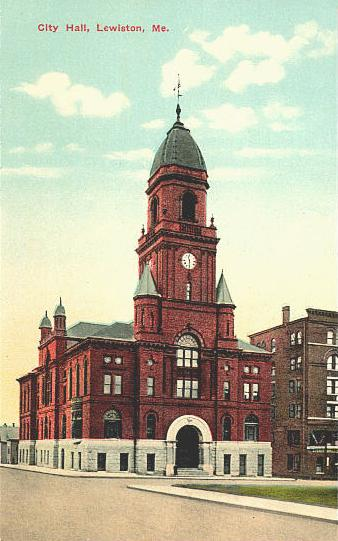
市役所、1908年

- トニー・アトラス、プロレスラー、ボディビルのチャンピオンであるミスター・USA
- エリン・アンドリューズ、テレビのスポーツ記者
- ベンジャミン・E・ベイツ、工業事業家、ベイツミルの創業者、ベイツ・カレッジの後援者
- ルイス・J・ブラン、世界恐慌時代のメイン州知事
- エドワード・バージェス・バトラー、事業家、バトラーブラザーズ百貨店の創業者
- トム・キャロン、スポーツキャスター
- ビル・カリガン、ボストン・レッドソックス監督、ワールドシリーズで2度優勝
- アーニー・クームス、カナダ勲章受章、子供向けテレビ番組司会者
- パトリック・デンプシー、俳優、テレビ番組グレイズ・アナトミー 恋の解剖学のスター
- トマス・A・デジャルダン、南北戦争の歴史家
- ネルソン・ディングレー・ジュニア、メイン州知事、アメリカ合衆国下院議員、歳入委員会委員長
- トマス・エドワード・ドーニー、MLB選手
- ハワード・フォッグ、映画音楽家
- ウィリアム・P・フライ、アメリカ合衆国下院議員、アメリカ合衆国上院議員、アメリカ合衆国上院仮議長
- ジョーイ・ガマチェ、プロボクサー、ライト級世界チャンピオン
- アロンソ・ガースロン、メイン州知事
- ジョー・ハリス、俳優、出演映画45本（1914年-1923年）、大半が無声の西部劇
- マースデン・ハートレー、モダニズムの画家
- エドワード・C・ヘイズ、社会科学者、アメリカ社会科学学会の会長
- ダグラス・ホジキン、政治学者、歴史家
- レイ・ラモンテーニュ、フォークのシンガーソングライター
- ルシアス・ランス・レベスク、別名ジョン・パラディス、プロレスラー
- ジェイムズ・B・ロングリー、メイン州知事
- ジェイムズ・B・ロングリー・ジュニア、政治家、アメリカ合衆国下院議員
- デイビッド・ローウェル、小説家
- バーナード・ローン、ノーベル平和賞受賞、除細動器を発明したとされる先進的心臓専門医
- シンシア・マクファデン、ニューズキャスター
- ダニエル・J・マギリカッディ、アメリカ合衆国下院議員
- フレデリック・G・ペイン、メイン州知事、アメリカ合衆国上院議員
- ブラッドフォード・ペック、百貨店の世界の著者
- ルネ・ランクール、歌手
- ケイレブ・サンプソン、映画音楽家
- オーランド・スミス、鉄道会社社長、軍人
- ウォルター・ソーントン、MLB選手
- クラレンス・ホワイト、ギター奏者、ロックグループ、バーズのメンバー
- ジョアン・ウィレット、女優、"Just the Ten of Us"出演

## 大衆文化の中で
- 農業年鑑はルイストンで印刷されている。
- ルイストンはホラー作家スティーヴン・キングの13話からなるテレビミニシリーズキングダム・ホスピタルの舞台となっている。1999年、キングはメイン州ラベルを歩いているときに自動車事故に遭い、ヘリコプターでルイストンのセントラル・メイン医療センターに運ばれて治療を受けた。このミニシリーズでは、病院が南北戦争の間に軍服を作っていた繊維工場の跡に建てられており、実際のベイツ・ミルやその他の繊維工場は軍服を作っていた。キングは近くにあるダーラムの小学校、隣接するリスボンフォールズの町の高校で学んだ。
- フランシス・エドガー・スタンレーとフリーラン・O・スタンレーの双子は写真乾板技術を発明し、19世紀にリスボン通りのスタジオで使った。後にイーストマン・コダックとなる会社にその特許を売った。この双子はスタンレー・スチーマーを発明することになった。

## 見どころ
- 鉄道公園、中心街の大規模公園、ニューイングランド最大の気球祭であるグレートフォールズ・気球祭の昇降地点でもある。
- グランドトランク鉄道駅、中心街を走る鉄道の歴史を見られる所
- ソーンクラグ野鳥保護区域、ハイランドスプリング道路近く、ニューイングランドで最大の野鳥保護区域である。
- 公共劇場、その芸術的に優秀さで全国的に認められた劇場、中心街の中心にあるプロのエクィティ劇場である。
- ルイストン州立公園、パーク通りにある、全表面がコンクリートで覆われており、ボストンより北では最大級のスケート公園になる。
- デイビッド山、デイビッド・デイビスに因んで名付けられたのでデイビス山とも言われることが多い、標高389フィート (119 m) の小さな山であり、幾つかの散歩道がある。ベイツ・カレッジのキャンパス内にある。
- アンドロスコッギン川のルイストン滝、ルイストンとオーバーンの中心街を分けている。「グレーとフォールズ」とも呼ばれ、かつてはインディアンの釣り場だった。川が汚染されたために現在では人気のある釣り場ではない。
- 博物館L-A、ルイストンとオーバーンの仕事と地域社会の展示。経済、社会および技術の遺産に関する文書と記念品を展示。キャナル通りとチェスナット通りの角、ベイツミル・コンプレックスにある。

## アメリカ合衆国国家歴史登録財
- アンドロスコッギン・ミルブロック
- アトキンソン・ビル
- バージンブロック
- ブラッドフォード・ハウス
- キャプテン・ホランド・ハウス
- カレッジブロック-リスボンブロック
- コンティネンタル・ミル・ハウジング
- コーワン・ミル
- ドミニカンブロック
- ドクター・ルイス・J・マーテル・ハウス

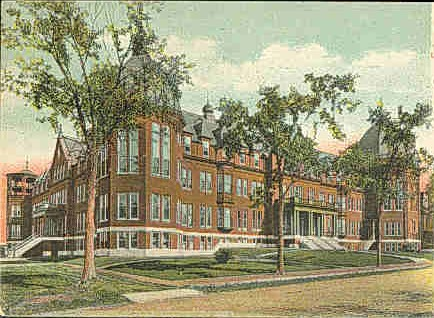
セントメアリーズ総合病院、1908年頃

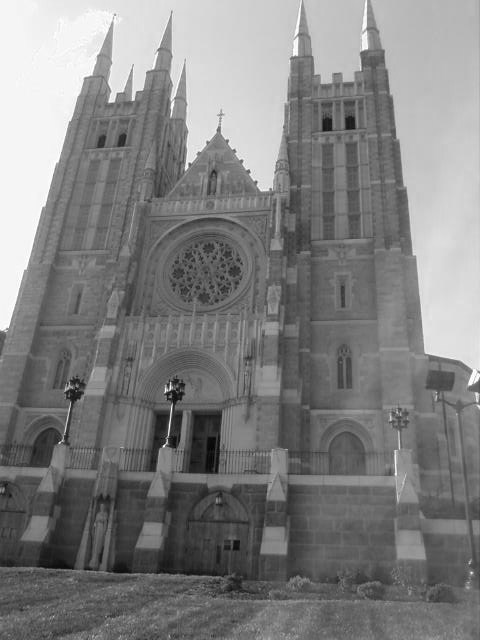
聖ピーターと聖ポール教会

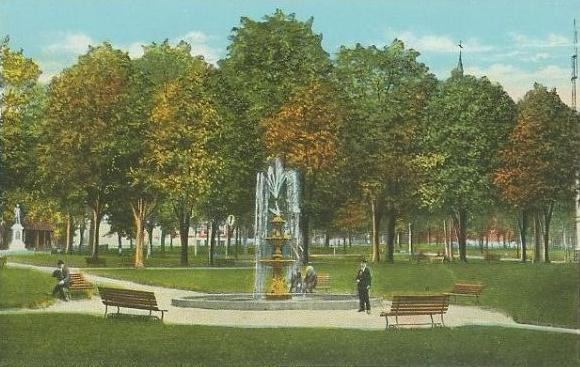
ケネディ公園、1915年頃

- ドクター・ミルトン・ウェッジウッド・ハウス
- 第一キャラハン・ビル
- 第一マギリカッディブロック
- 第一国定銀行
- グランドトランク鉄道駅
- ハソムホール（ベイツ・カレッジ内）
- ヒーリー・アシラム
- ホランド＝ドルー・ハウス
- ジェイムズ・C・ロード・ハウス
- ジョン・D・クリフォード・ハウス
- ジョーダン・スクール
- コーラ聖堂
- ルイストン市役所
- ルイストン公立図書館
- ルイストン信用保護預かり会社
- ロードブロック
- ローワー・リスボン通り歴史地区
- 文化会館
- メイン・サプライ会社ビル
- 製造者国定銀行
- マーコット介護施設
- オークストリート・スクール
- オッドフェローズブロック
- オスグッド・ビル
- ピリスベリーブロック
- セントメアリーズ総合病院
- セイビングズバンクブロック
- 第二キャラハンブロック
- ウィリアム・P・フライ上院議員の家
- セントジョセフ・カトリック教会
- 聖ピーターと聖ポール教会
- トリニティ・エピスコパル教会
- 郵便局
- ユニオンブロック